# Кро, Мишель
Мише́ль Огю́ст Кро (фр. Michel Auguste Croz; 22 апреля 1830, Франция, Шамони — 14 июля 1865, Швейцария, Маттерхорн) — французский горный гид и альпинист, первовосходитель на ряд вершин в западных Альпах. Погиб при спуске с Маттерхорна после первого в истории успешного восхождения на неё в составе группы под руководством Эдуарда Уимпера.

## Ранние годы
Мишель Кро родился 22 апреля 1830 года в небольшой деревне Ле-Тур в верхней части коммуны Шамони во Франции в крестьянской семье. Всю свою жизнь Мишель прожил со старшим братом Жаном-Баптистом Кро (1828—1905) (который также был горным гидом), его женой и семьей, а также с двумя сёстрами, Мари-Софи и Мари-Дельфин. Мишель не был женат.

## Карьера альпиниста
Мишель Кро начал карьеру альпиниста и горного гида в 1859 году, когда его нанял английский альпинист и учёный Уильям Мэтьюз, один из основателей Британского Альпийского клуба. В последующие несколько лет Кро, совместно с Мэтьюзом, совершил ряд восхождений на несколько альпийских вершин, включая первые восхождения на вершины Гранд-Кас (3855 метров, 8 августа 1860 года), Мон-Желе (3518 метров, 11 августа 1861 года), Кастор (4228 метров, 23 августа 1861 года), Дом-де-ла-Саше (3601 метр, 15 августа), Монте-Визо (3841 метр, 30 августа 1861 года), Мон-Пури (3779 метров, 4 октября).
В 1864 году Мэтьюз ушёл из альпинизма, и Кро перешёл в команду к английскому альпинисту и путешественнику Эдуарду Уимперу. Совместно с ним, Кро совершил первые восхождения на вершины Мон-Долан (3823 метра, 9 июля 1864 года), Барр-дез-Экрен (4102 метра, 25 июня 1864 года), Эгюий-де-Тре-ля-Тете (3930 метров, 12 июля 1864 года), Эгюий-д'Аржантьер (3901 метр, 15 июля 1864 года), Пуэнт-Уимпер (4184 метра, вторая по высоте вершина массива Гранд-Жорас, 9 июня 1865 года).

## Восхождение на Маттерхорн и смерть
В июне 1865 года Уимпер нанял Кро для очередной попытки восхождения на Маттерхорн. До этого Уимпер уже предпринимал несколько попыток, но все они заканчивались неудачно. 13 июня 1865 года Уимпер и Кро, объединив усилия с группой другого британского альпиниста Фрэнсиса Дугласа (в которую также входили Дуглас Роберт Хэдоу, Чарльз Хадсон, Петер Таугвальдер-старший (отец) и Петер Таугвальдер-младший (сын)), вышли из Церматта. На следующий день, 14 июля 1865 года, группа успешно достигла вершины. Кро и Уимпер первыми ступили на вершину. Проведя наверху около часа, группа начала спуск, Кро шёл первым в связке. Спустя несколько минут после начала спуска, Хэдоу, шедший вторым, не удержался на склоне и упал, сбив с ног Кро. Хадсон и Дуглас не смогли удержаться, и упали вслед за ними. Верёвка, соединяющая упавших альпинистов и оставшихся трёх членов группы, оборвалась, и все четверо упали вниз. Поисковая экспедиция, организованная 16 июля, нашла тела троих альпинистов (Кро, Хадсона и Хэдоу) на леднике Маттерхорн (тело Дугласа так и не было найдено). 19 июля тела были перенесены в Церматт и похоронены на местном кладбище альпинистов.

## Память
Третья по высоте вершина массива Гранд-Жорас названа в честь Кро (Пуэнт-Кро, фр. Pointe Croz, 4110 метров). Его именем названа одна из улиц Шамони (фр. avenue Michel Croz).
Мишель Кро был помещён в список 10 лучших горных гидов всех времён по версии «The Mountain Encyclopedia».